# Ꚉ

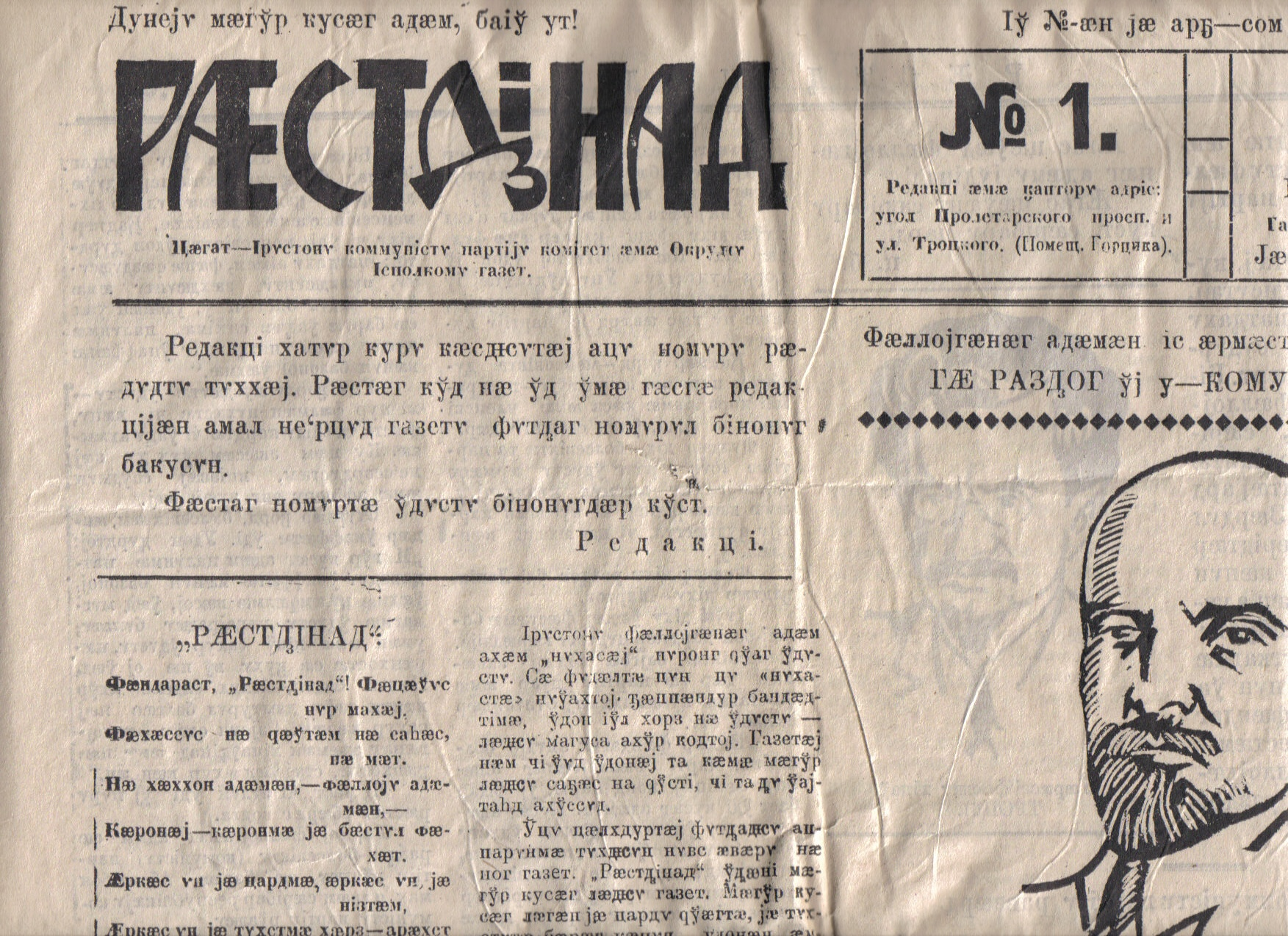
Primera línea de la primera edición del periódico osetio Rastdzinad (Рæстꚉінад) con la letra Ꚉ

La Ꚉ (Ꚉ ꚉ), pronunciada como Dzze, es una letra cirílica arcaica utilizada en el antiguo abjasio, osetio y komi. El sonido que produce la Ꚉ es la africada alveopalatal sonora /dʑ/. Es la unión entre Д (De) y З (Ze).
La Ꚉ fue reemplazada por la Ӡә en el abjasio y en la Дз en el osetio y komi.
Se utiliza actualmente para distinguir la /dʑ/ de la /dz/ en algunos diccionarios fonéticos. También se utiliza para escribir el periódico osetio Rastdzinad, Рæстꚉінад, aunque se usa más Рæстдзинад.

## Tabla de códigos
| Codificaciones | Ꚉ           | Ꚉ           | ꚉ           | ꚉ           |
| Codificaciones | Decimal     | Hexadecimal | Decimal     | Hexadecimal |
| -------------- | ----------- | ----------- | ----------- | ----------- |
| Unicode        | 42632       | U+A688      | 42633       | U+A689      |
| UTF-8          | 234 154 136 | EA 9A 88    | 234 154 137 | EA 9A 89    |